# كأس ملك إسبانيا 1958
كأس ملك إسبانيا 1958 (بالإسبانية: Copa del Generalísimo de fútbol 1958)‏ هو موسم من كأس ملك إسبانيا. فاز فيه أتلتيك بيلباو.